# Mary Jane Safford

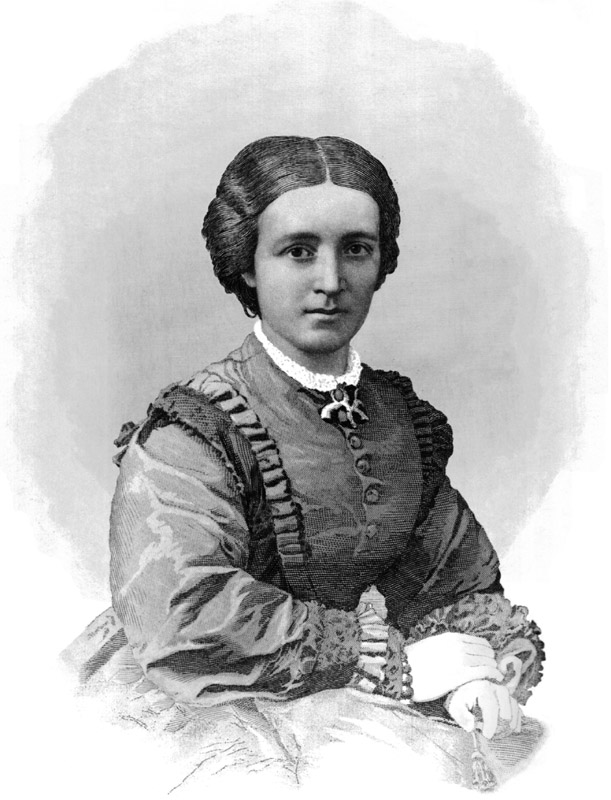
Mary Jane Safford

Mary Jane Safford-Blake (* 31. Dezember 1834 in Hyde Park, Vermont; † 8. Dezember 1891 in Tarpon Springs, Florida) war eine Krankenschwester, Ärztin, Lehrerin und Professorin an der Boston University. Sie war die erste Frau, die in das Boston School Committee gewählt wurde.

## Leben
Mary Jane Safford wurde in Hyde Park, Vermont, als jüngstes von fünf Kindern geboren. Ihr Vater war der Farmer Joseph Safford und ihre Mutter Diantha Little Safford. Ihr Bruder Anson war der spätere Gouverneur des Arizona-Territoriums. Ihre Familie zog nach Crete, Illinois, als sie drei Jahre alt war. Ihr Vater starb im Jahr 1848, und nach dem Tod ihrer Mutter im Jahr 1849 kehrte Safford nach Vermont zurück und besuchte die Brigham Academy in Bakersfield. Danach ging sie für ein Jahr nach Montreal, um Französisch zu lernen. Deutsch lernte sie, als sie vorübergehend bei einer deutschen Familie lebte. Sie kehrte zurück nach Illinois, lebte bei ihrem Bruder Alfred Boardman Safford, einem Geschäftsmann, und arbeitete als Lehrerin an einer öffentlichen Schule in Shawneetown. Mit ihrem Bruder zog sie im Jahr 1858 nach Cairo, wo Alfred als Bankier arbeitete.
Safford lernte in Chicago James Blake kennen, den sie 1872 heiratete. Mit ihm zog sie nach Boston. Das Paar adoptierte zwei Mädchen, Margarita und Gladys. Nach der Hochzeit nannte sie sich Mary Jane Safford-Blake. Die Ehe wurde 1880 geschieden. Nach der Scheidung nahm sie wieder ihren Mädchennamen an. Ihre Gesundheit bereitete ihr Probleme, und im Jahr 1886 zog sie mit ihren Töchtern nach Tarpon Springs zu ihrem Bruder Anson, dem ehemaligen Gouverneur des Arizona-Territoriums. Sie starb am 8. Dezember 1891 in Tarpon Springs, im Alter von 56 Jahren. Ihr Grab befindet sich auf dem Cycadia Cemetery in Tarpon Springs.

## Karriere
Zu Beginn des Sezessionskriegs lebte Safford bei ihrem Bruder Alfred in Cairo, Illinois. Aufgrund seiner Lage wurde Cairo schnell ein bedeutendes militärisches Versorgungslager und Ausbildungszentrum. Hier breiteten sich Krankheiten schnell aus. Safford arbeitete in den Lagern als Krankenschwester. Mit den Aufgaben einer Krankenschwester wurde sie von Mary Ann Bickerdyke vertraut gemacht, die auch als Mother Bickerdyke bekannt war. Mit Unterstützung ihres Bruders Alfred versorgte sie ihre Patienten mit Essen, Spielen, Büchern und Schreibmaterial und kümmerte sich neben den physischen Bedürfnissen auch um die psychischen. Sie arbeitete unermüdlich und versorgte auch die Verwundeten nach der Schlacht von Shiloh. Dadurch erwarb sie sich ihren Namen Cairo Angel, Engel von Cairo. Später arbeitete sie auf den Hospital-Schiffen auf dem Mississippi River, der City of Memphis und der Hazel Dell.
Um sich von den Anstrengungen und Schrecken des Krieges zu erholen, reiste sie im Sommer 1862 nach Europa. Sie gehörte der Reisegesellschaft eines Bekannten aus Joliet an, dem ehemaligen Gouverneur von Illinois, Joel Aldrich Matteson. Ihr Interesse an der Medizin bewog sie,  auf ihrer Reise durch Europa Krankenhäuser zu besichtigen, und ihr Wunsch nach einer medizinischen Ausbildung erwachte. Zurück in Amerika, besuchte sie das New York Medical College for Women, welches von Clemence Sophia Harned Lozier geleitet wurde. Dort machte sie im Jahr 1869 ihren Abschluss. Im selben Jahr besuchte sie in Chicago eine Versammlung für das Frauenwahlrecht, zu der sie ihre Freundin Mary Livermore eingeladen hatte. Die Einführung des Frauenwahlrechtes ließ allerdings weitere 50 Jahre auf sich warten.
Im Herbst 1869 reiste Safford erneut nach Europa, um sich am Allgemeinen Krankenhaus der Stadt Wien fortzubilden. Anschließend studierte sie in Heidelberg, und an der Universität Breslau war sie die erste Frau, die eine Ovariektomie durchführte. Nach drei Jahren kehrte sie nach Amerika zurück und eröffnete im Jahr 1872 eine private Praxis in Chicago. Dort erwarb sie sich den Ruf als hervorragende Ärztin und wurde die erste weibliche Gynäkologin der Vereinigten Staaten. Sie heiratete in diesem Jahr und zog mit ihrem Mann nach Boston. An der Boston University School of Medicine war sie Professorin für Frauenkrankheiten. Sie konzentrierte sich auf Frauenfragen, führte weiter eine private Praxis und versuchte die Lebensbedingungen von Frauen der Arbeiterklasse zu verbessern. Im Jahr 1875 war sie eine der ersten Frauen, die zum Boston School Committee gewählt wurden.

## Veröffentlichungen
- Dress-Reform: a series of lectures on dress as it affects the health of women, 1874.
- Papers, read at the second congress of women, Chicago, October 15, 16, and 17, 1874 : a plea for fallen women, 1874.
- Lac Defloratum, 1874.
- The Etiology and Infectiousness of Puerperal Fever, 1875.
- Pre-natal influence, 1878.
- Health and strength for girls, 1884.